# Clark Island (New South Wales)
Clark Island ist eine kleine, unbewohnte Insel mit einer Fläche von etwa 0,9 ha im Hafen von Sydney. Die Insel besteht aus Sandstein und erhebt sich flach über das Wasser.

## Lage
Die Insel liegt etwas weniger als einen Kilometer vom Bradley’s Head und 350 Meter nördlich vom Stadtteil Darling Point in Sydney entfernt. Sie ist die einzige Insel im Hafenbecken, die nicht von Fähren angefahren wird.

## Name
Die Aborigines nannten die Insel Billong-olola. Die Briten gaben ihr den Namen von Ralph Clark, einem Offizier der Royal Marines, der mit der First Fleet im Januar 1788 auf der Friendship in der Sträflingskolonie Australien ankam.

## Geschichte
Im November 1789 wurde Clark und anderen Offizieren erlaubt einen Gemüsegarten für Kartoffeln, Zwiebeln und Getreide anzulegen, da die Essensrationen der Kolonisten knapp waren. Er gab den Anbau auf, da die Erträge von Aborigines, Sträflingen und Soldaten kurz vor ihrer Reife meist gestohlen wurden.
In der zweiten Hälfte des 19. Jahrhunderts wurde die Insel zu einem populären Ort für Picknick. 1879 erklärte sie der Clark Island Trust mit Rodd, Shark und Snapper Island zum Naturreservat. Clark Island wurde kurz darauf mit Gelegenheiten zum Grillen und Zapfstellen für Frischwasser ausgerüstet. Ferner wurden Wege angelegt, hunderte Bäume gepflanzt, Rasen geschaffen und Toiletten installiert. 1917 übernahm der Sydney Harbour Trust die Verwaltung der Insel und 1936 der Maritime Services Board. Im Jahr 1975 wurde die Insel ein Teil des neu errichteten Sydney-Harbour-Nationalpark, den der National Parks and Wildlife Service verwaltet. Seit dieser Zeit wird die Regeneration der Vegetation verfolgt und es ist beabsichtigt, die Landschaft auf Clark Island so herzustellen, wie sie vor der europäischen Besiedlung war. Derzeit wird die Insel häufig von Hochzeitsgesellschaften genutzt, die eine personenbezogene Gebühr für den Aufenthalt zu entrichten haben.